# Musée de l'Aventure Peugeot
Le musée de l'Aventure Peugeot est un musée consacré à l'histoire industrielle et automobile de la marque Peugeot. Situé à Sochaux, dans le département du Doubs, en Franche-Comté, il présente une collection de véhicules ainsi que divers objets produits par les anciennes branches de l’entreprise (moulins, outils, machines à coudre, etc.).
Inauguré en 1988 à l'initiative de la famille Peugeot, à proximité du site industriel historique de Sochaux-Montbéliard, le musée accueille chaque année entre 50 000 et 60 000 visiteurs, dont environ un quart de touristes étrangers.

## Historique
En 1982, Pierre Peugeot, président du conseil de surveillance du Groupe PSA Peugeot Citroën pour la Famille Peugeot, fonde l’association « L’Aventure Peugeot » pour rassembler des éléments de patrimoine de la marque Peugeot, des pièces, documents, et des véhicules de collection historiques représentatifs de deux siècles d'industrie Peugeot, et de l'histoire de la famille Peugeot.

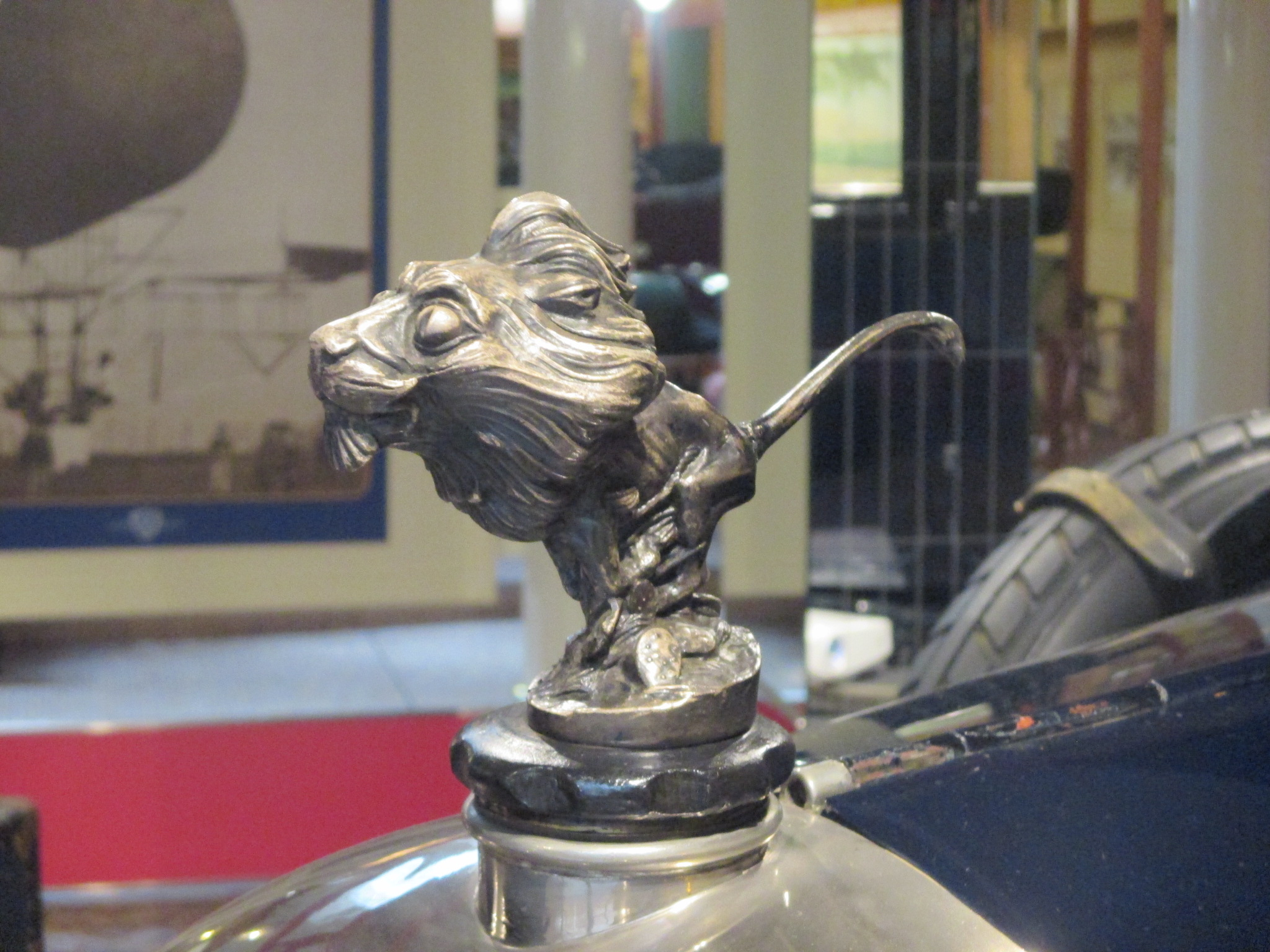
Bouchon de radiateur Lion Peugeot / Lion franc-comtois
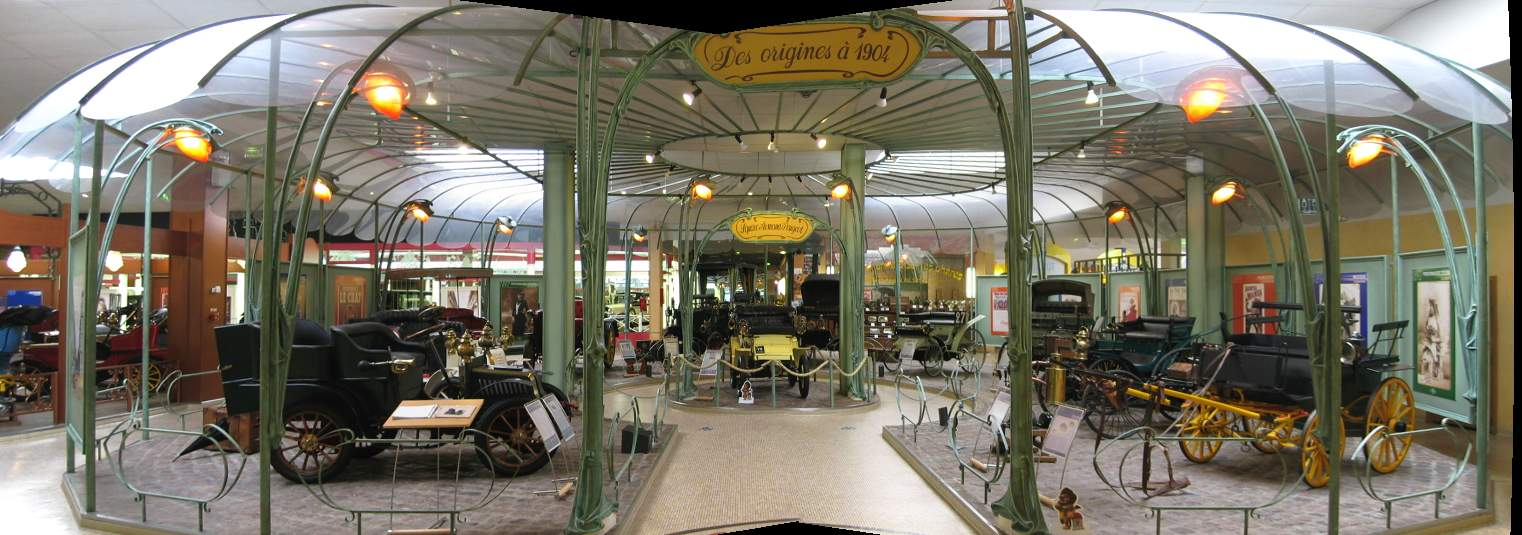
Galerie « des origines de Peugeot à 1904 »
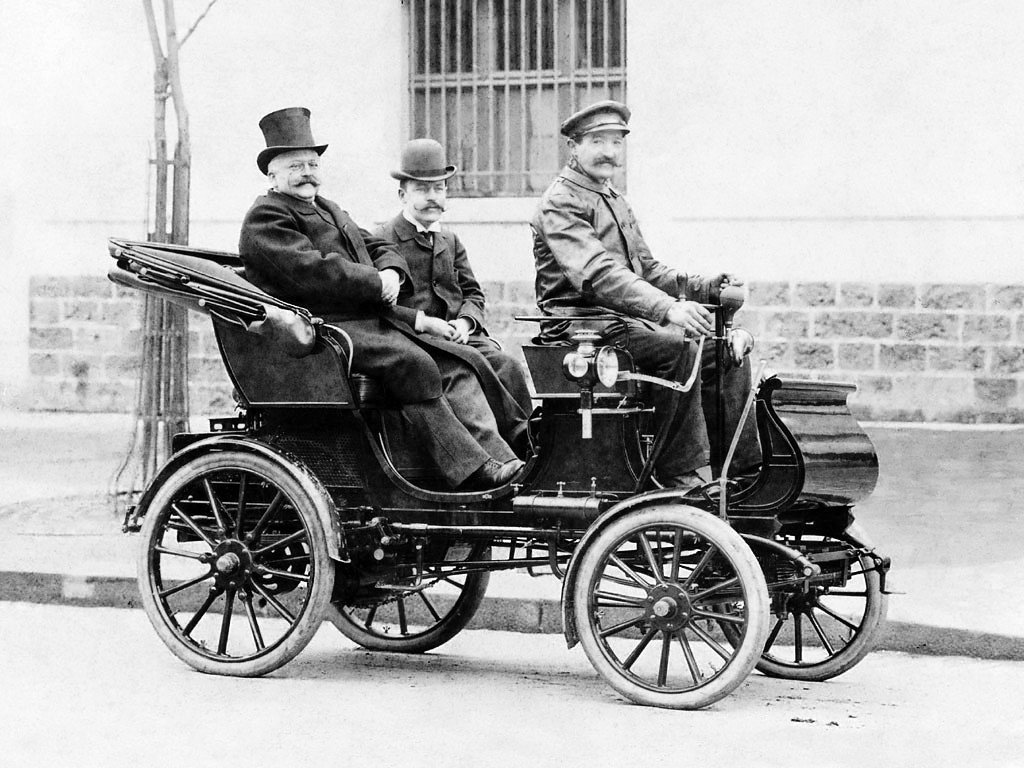
Armand Peugeot (PDG fondateur de Peugeot automobile en 1889)

En 1984, le musée, doté d'un important atelier de restauration automobile, est construit sur le site industriel de l'ancienne brasserie de Sochaux, à proximité du Stade Auguste-Bonal du Football Club Sochaux-Montbéliard (créé en 1928 par Peugeot). Il est inauguré et ouvert au public en 1988, avec un décor Belle Époque des débuts du développement de l'automobile.

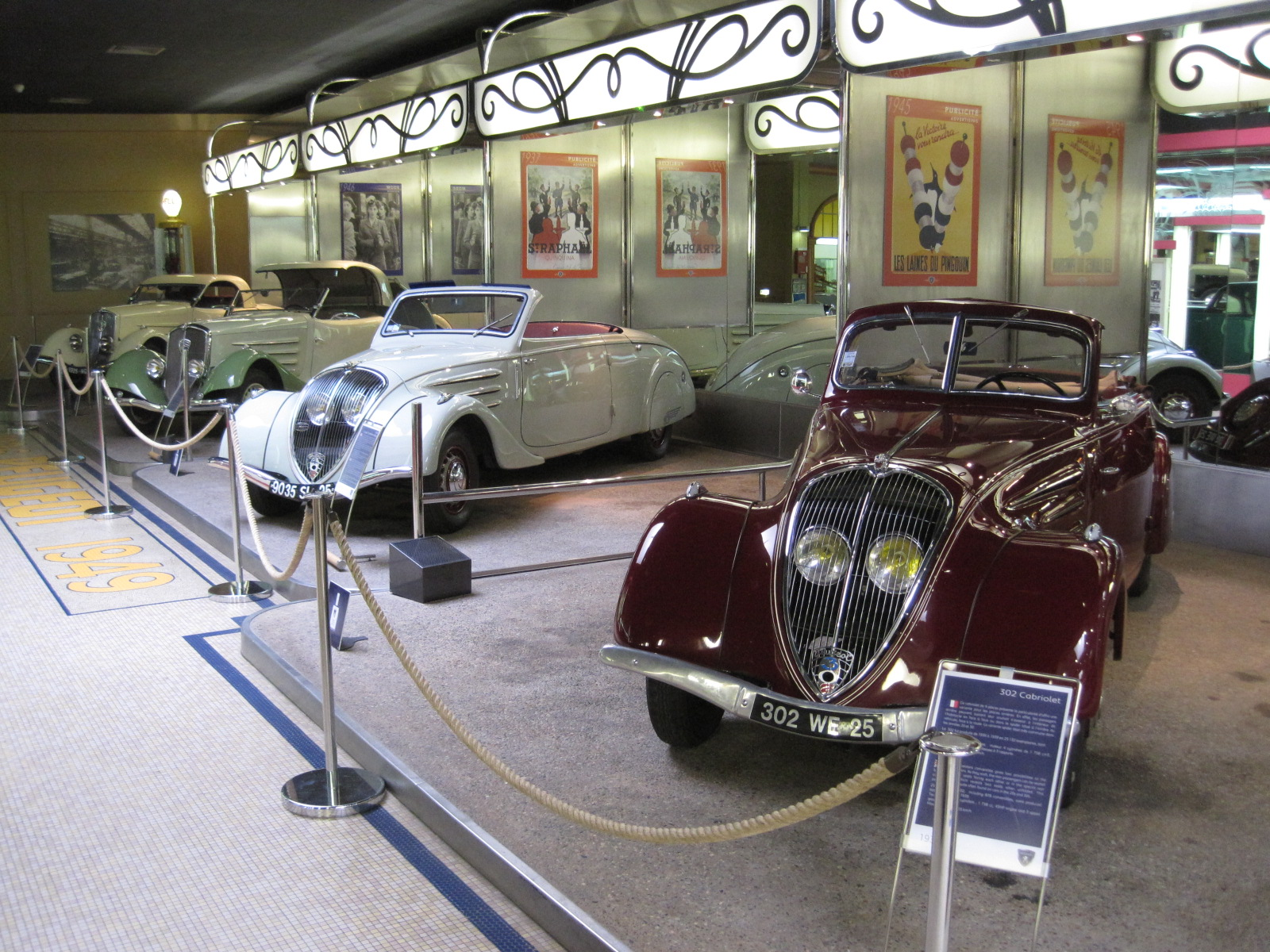
De gauche à droite : Peugeot 301, 401, 402, 302
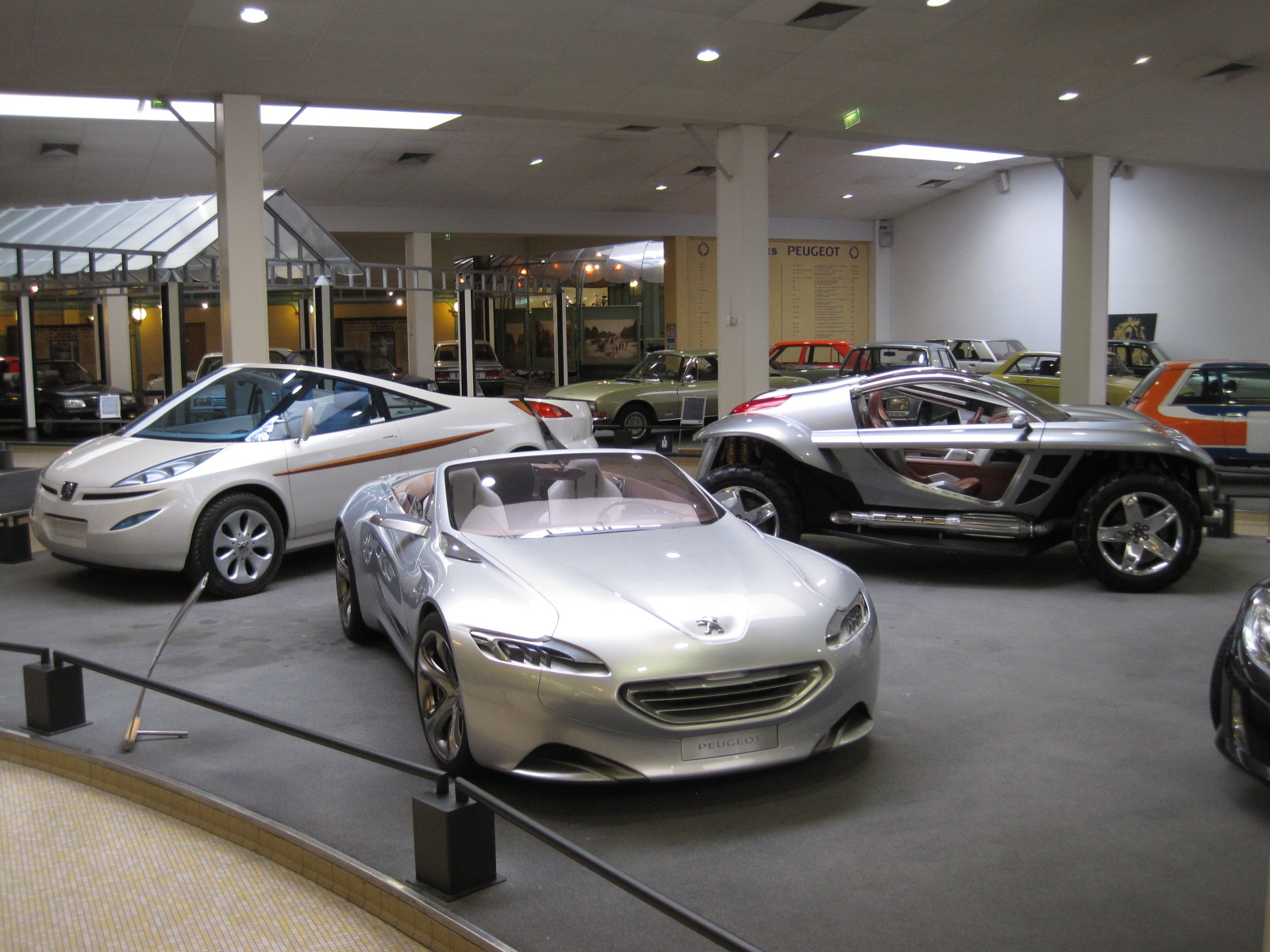
Concept-cars Peugeot Peugeot SR1, 806 Runabout, Buggy Hoggar
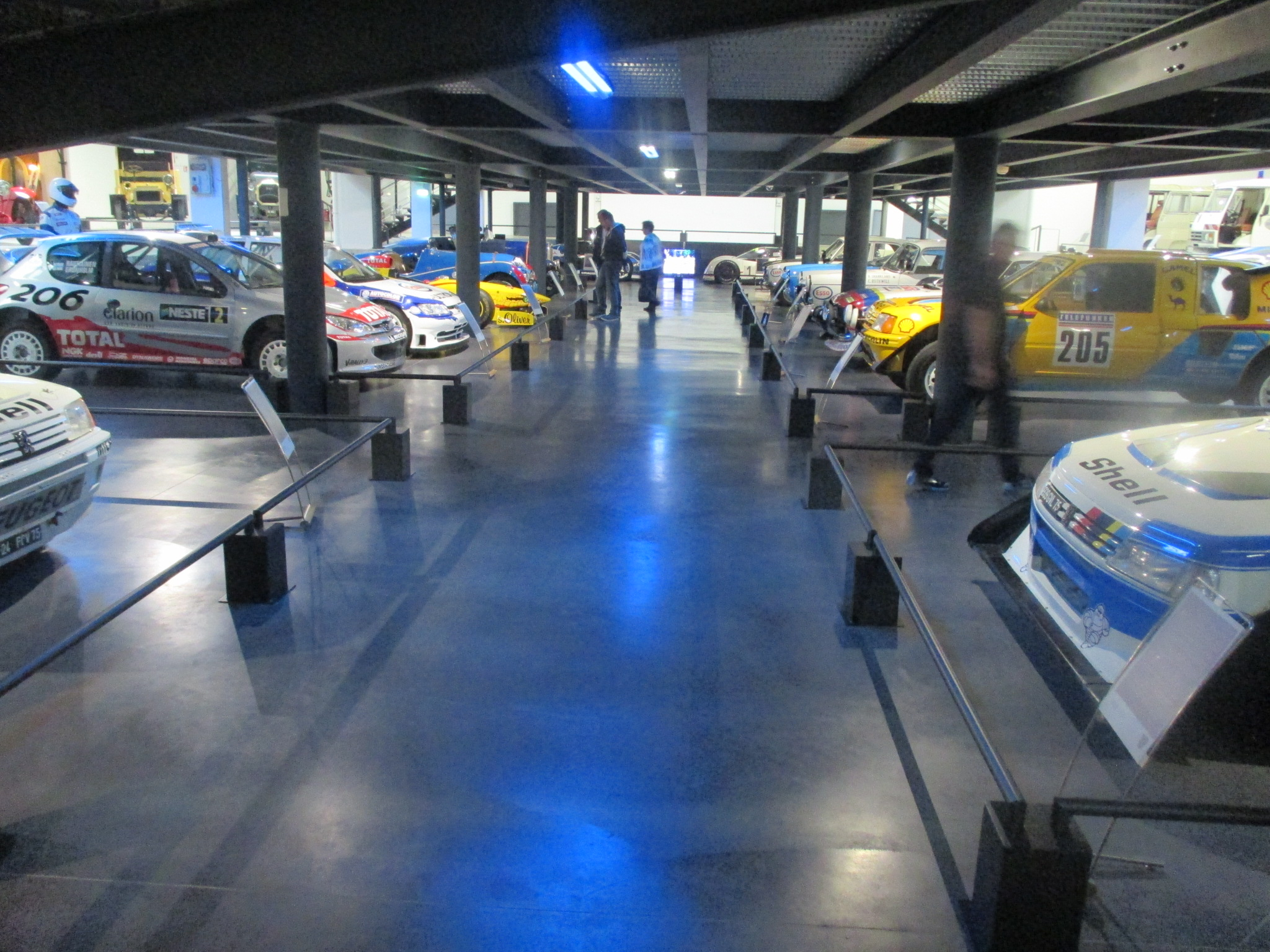
Galerie Peugeot Sport
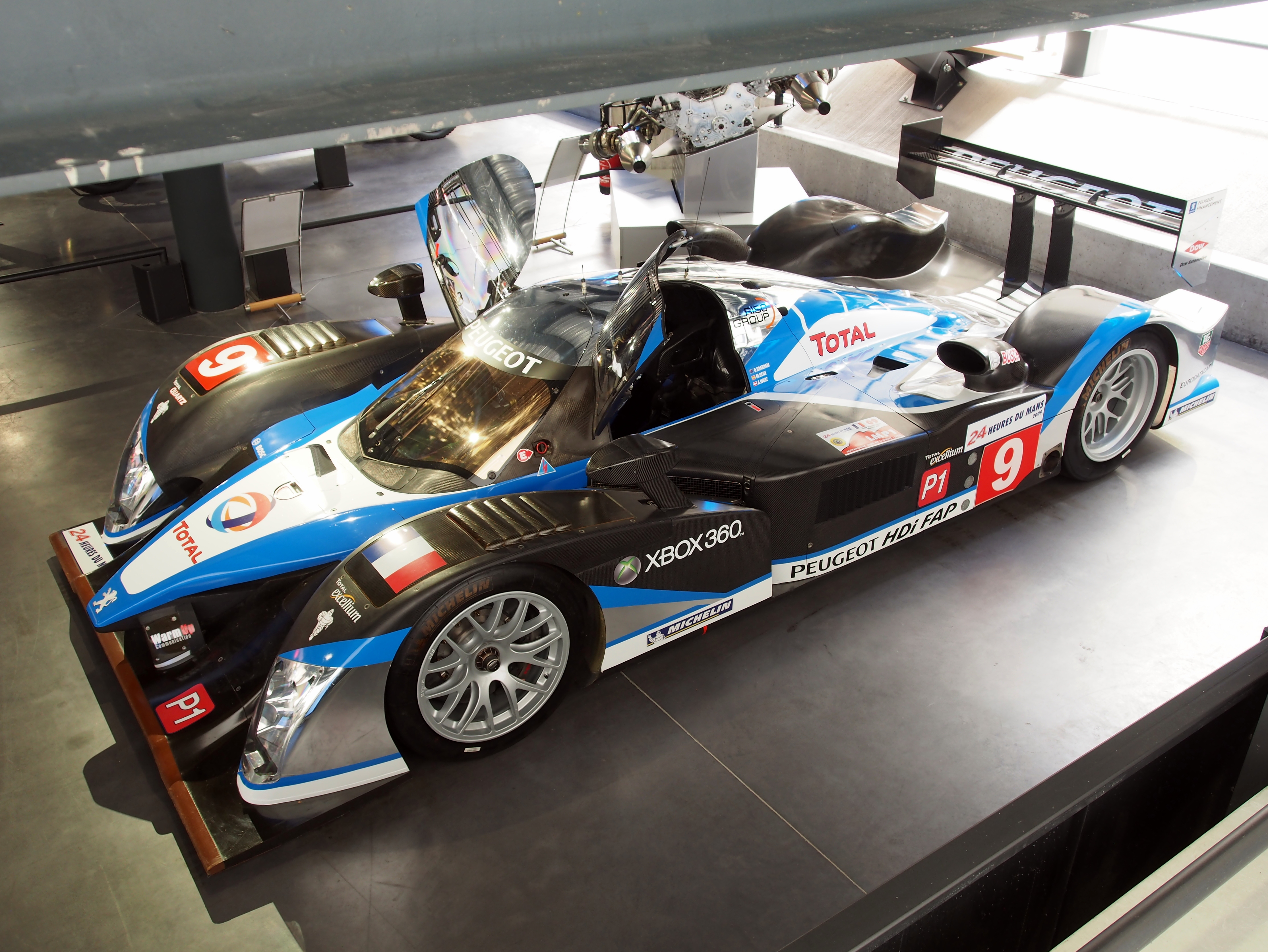
Peugeot 908 HDi FAP 2009

Le musée triple sa surface d'exposition en 2000, puis s'agrandit de 1 500 m2 en 2010, pour le 200e anniversaire de la marque, avec une capacité d'exposition augmentée de 35 véhicules, soit environ 130 exposés sur une collection de plus de 450 au total. Le Centre d'archives de Terre Blanche d'Hérimoncourt (fermé au public) est fondé en 2010, dans une ancienne usine historique de la marque de 1833, à quelques kilomètres du musée.

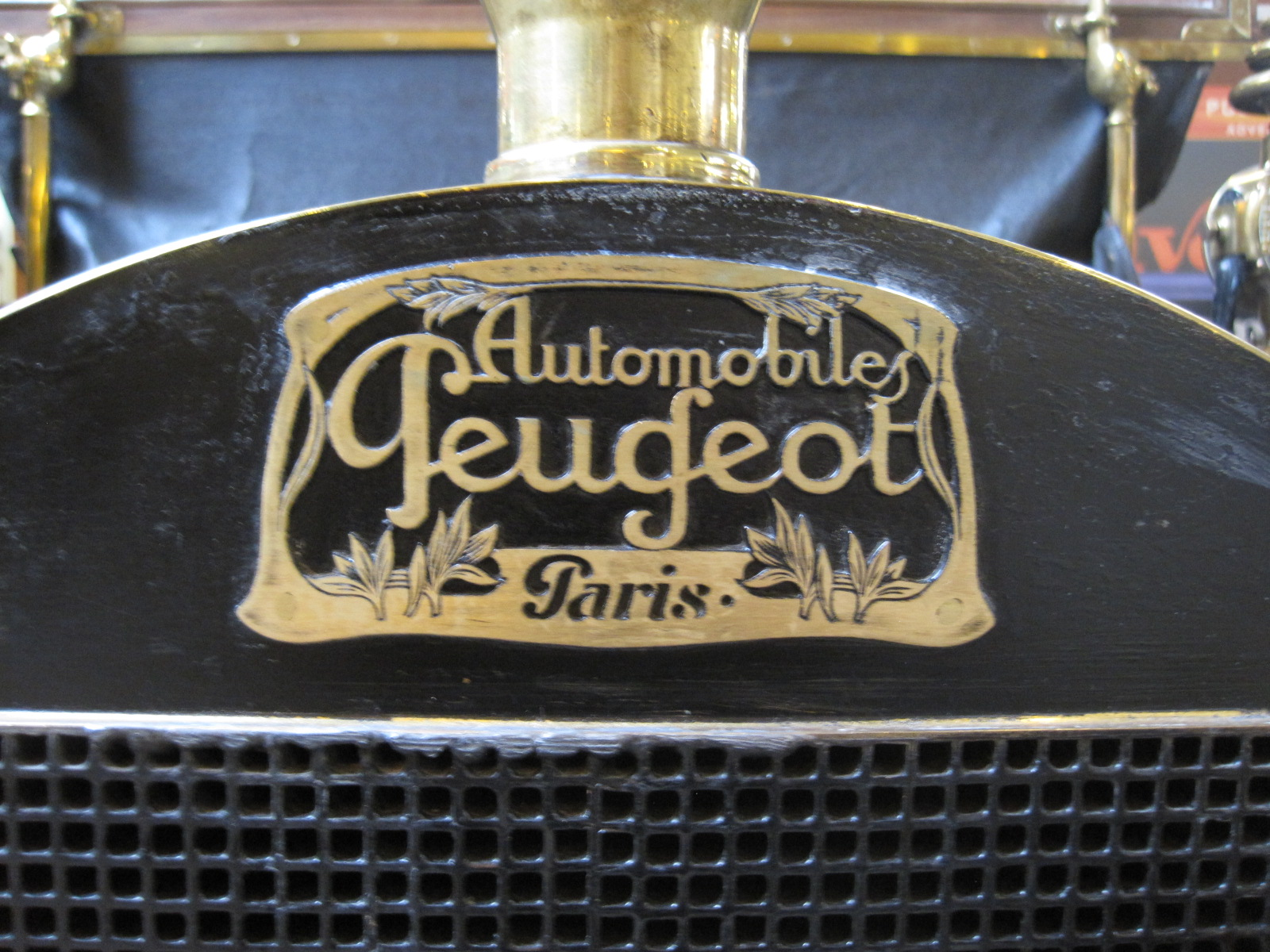
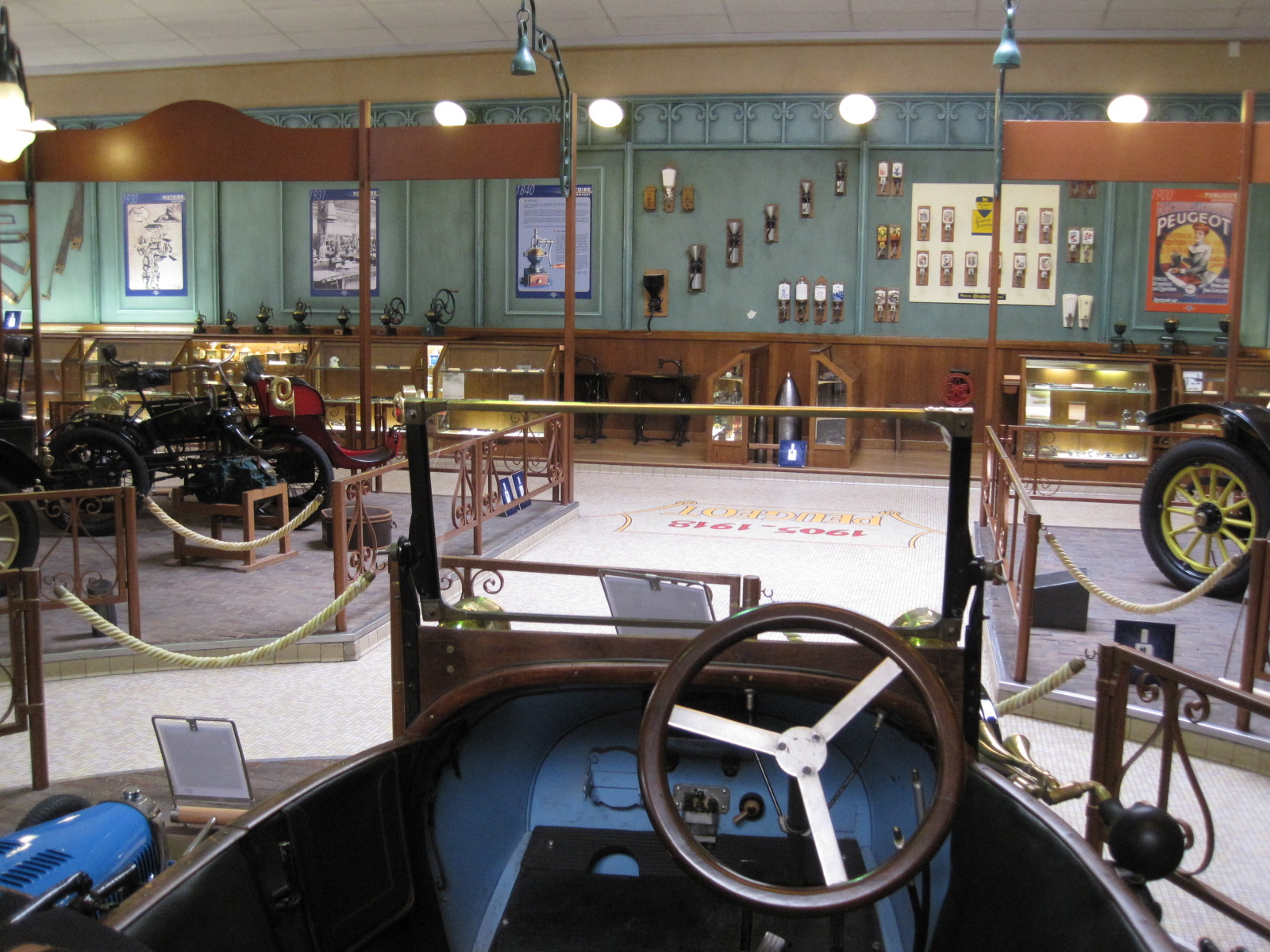
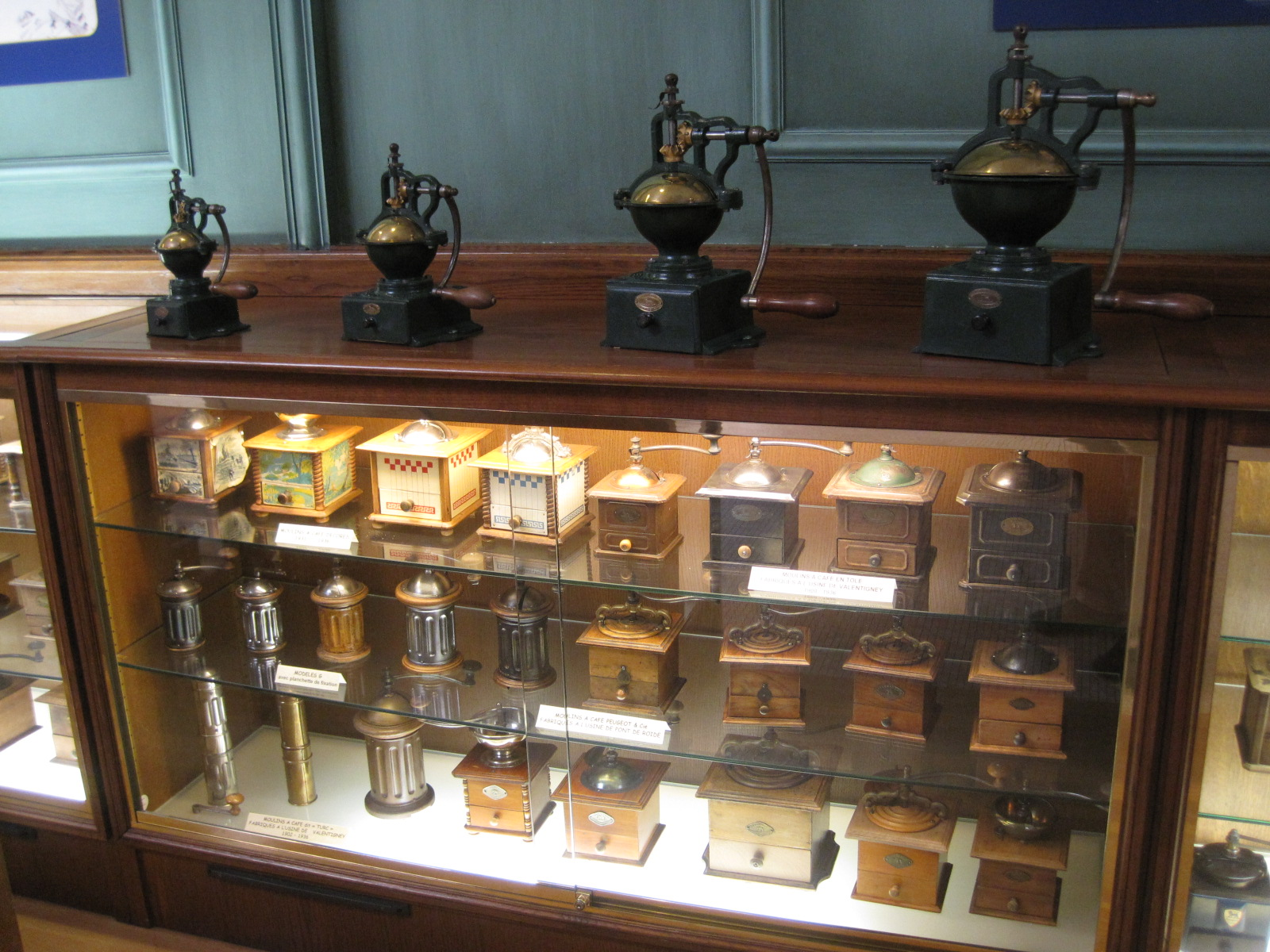
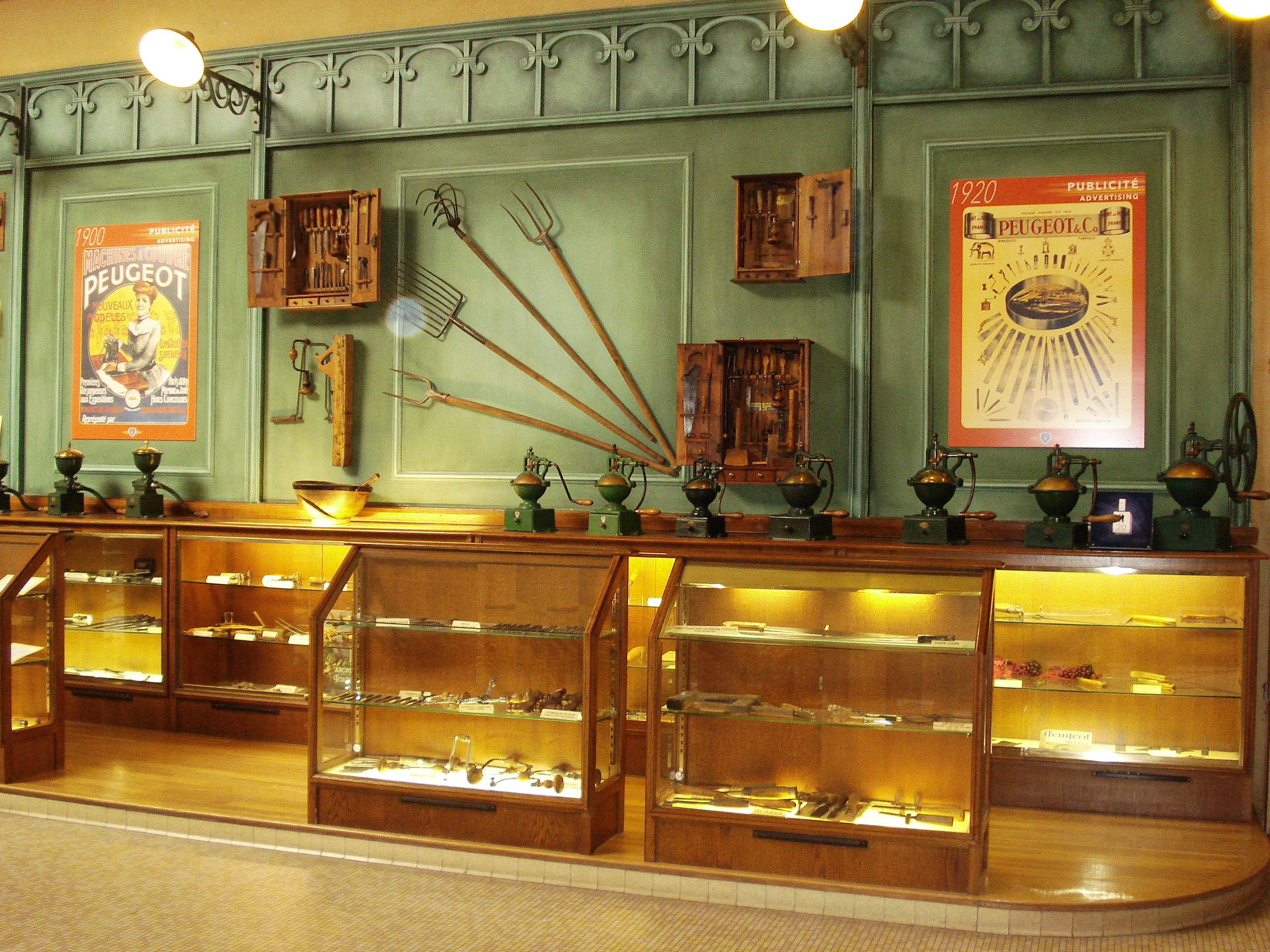

Les collections patrimoniales des marques Peugeot, Citroën et DS Automobiles, dont le Musée de l'Aventure Peugeot à Sochaux, sont externalisées au 1er octobre 2015 et confiées à l'association de l’Aventure Peugeot Citroën DS.

## Exposition
- 10 000 m² de surface d'exposition

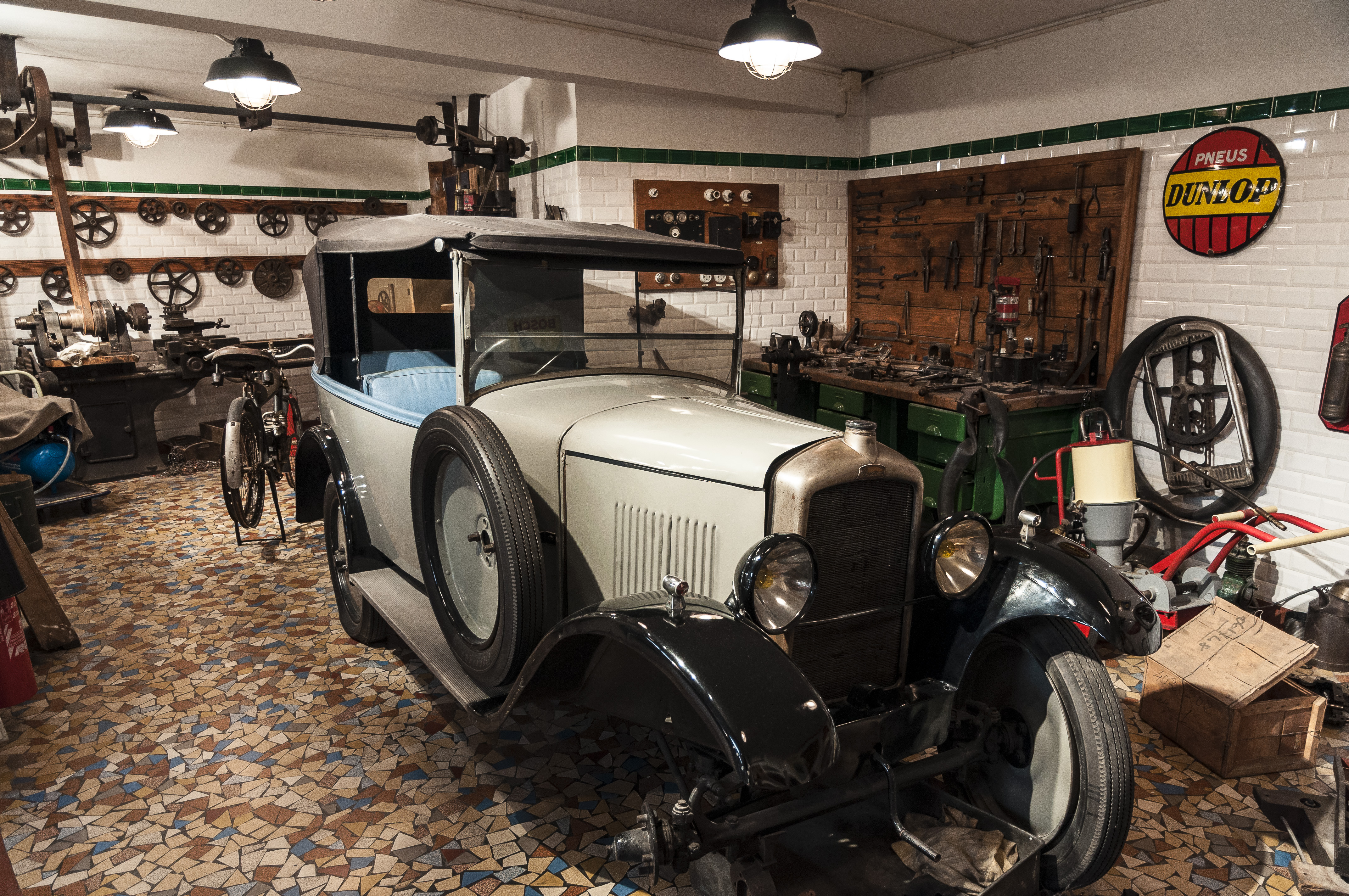
Ancien garage - Musée Peugeot

- 450 véhicules, dont environ 130 sont exposés
- 300 cycles et motocycles de la marque, dont une cinquantaine sont exposés
- 3 000 objets estampillés Peugeot (outillage, appareils ménagers, machines à coudre, postes de radio...)
- Affiches, photos, documents de l'histoire de la marque...
- Restaurant brasserie, boutique

### Véhicules
- Peugeot Type 3, 4, 5, 8, 10, 15, 16, 26, 33, 36, 56, 69,  81, 91, 116, 125, 127,  139, 153, 159, 163, 172, 174, 175, 176, 177, 183, 184, 190, Lion VC2, V4C3...
- Peugeot 201 - 301 - 401 - 601 - 202 - 302 - 402 - 203 - 403 - 104 - 204 - 304 - 404 - 504 - 504 Coupé Sport USA - 604 - 205 - 305 - 405 - 505 - 605 - 306 - 406 - 309...
- Peugeot Sport - Peugeot 205 Turbo 16 - Peugeot 405 Turbo 16 - Peugeot 905 - 908 (vainqueur des 24 Heures du Mans 2009) - Jordan Grand Prix - Prost Grand Prix - Formule 1 McLaren-Peugeot de Mika Häkkinen...
- Darl'mat - Georges Paulin - Liste des concept-cars Peugeot - Peugeot HYbrid4 - 406 et 407 de la saga Taxi...

Quelques véhicules exposés
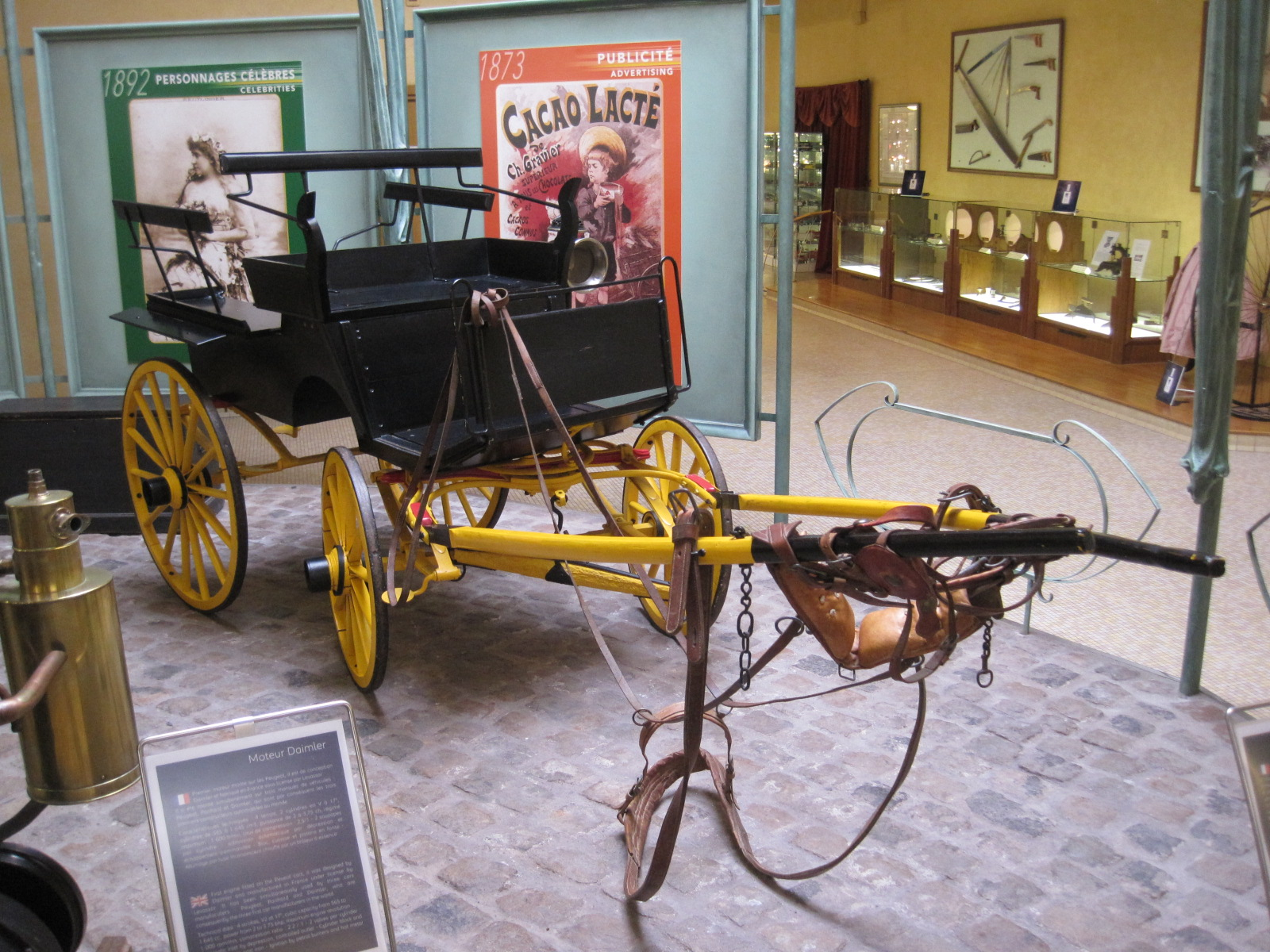
Peugeot Break vers 1892
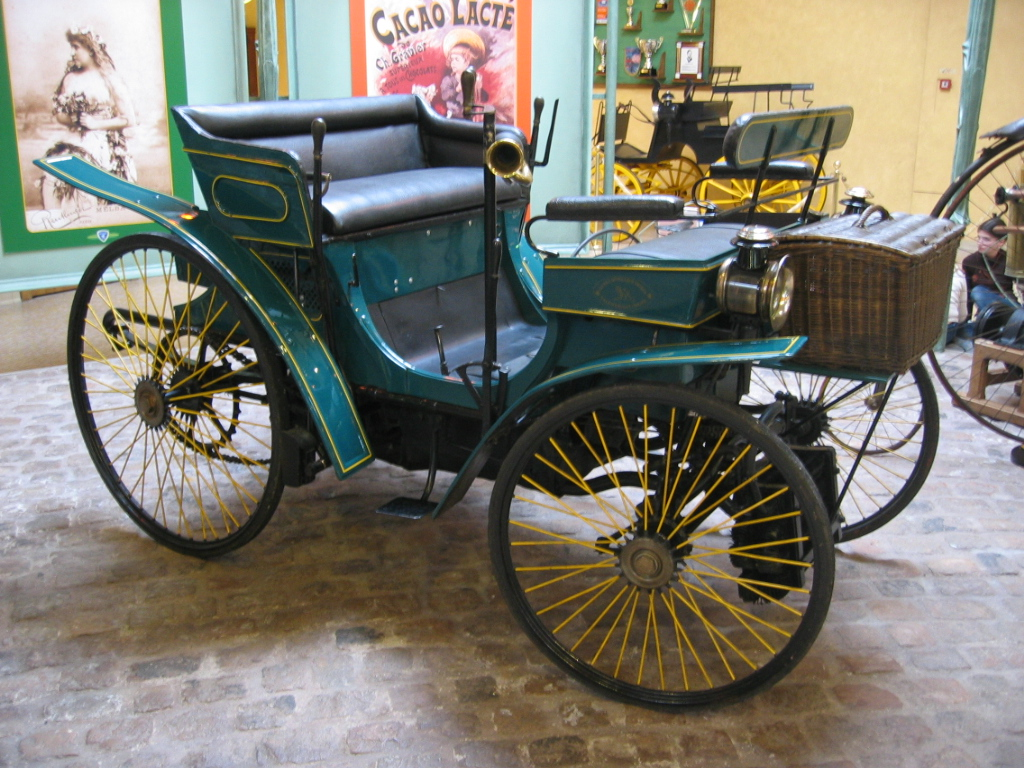
Peugeot Type 3 1891
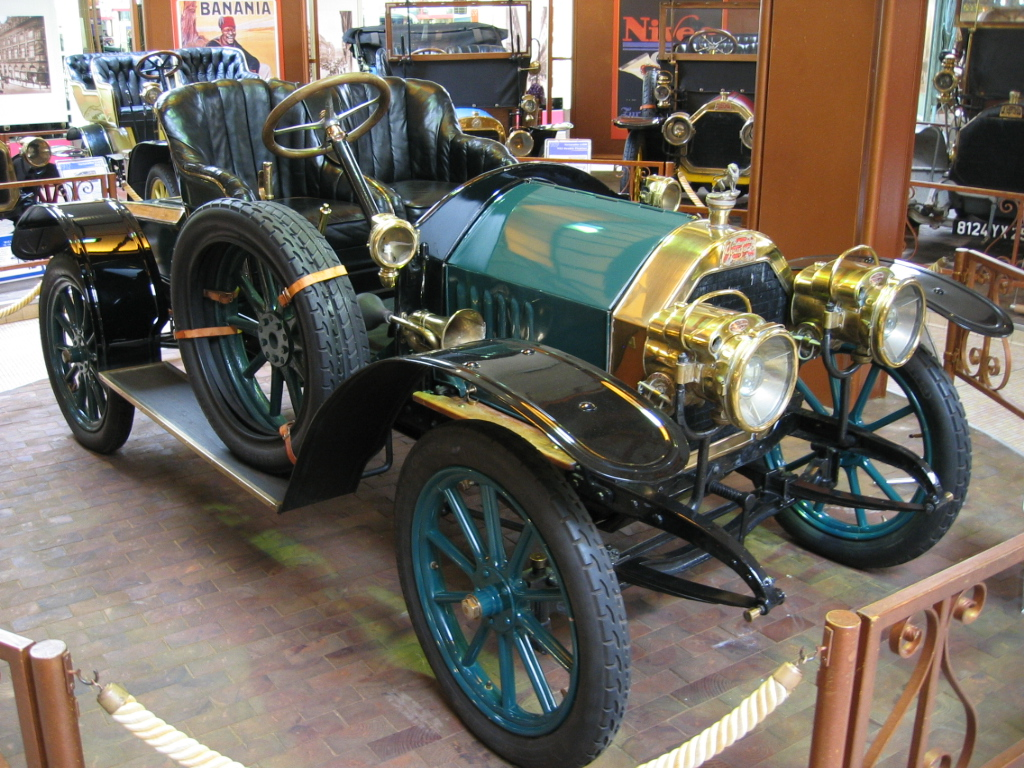
Peugeot Type 125 1910
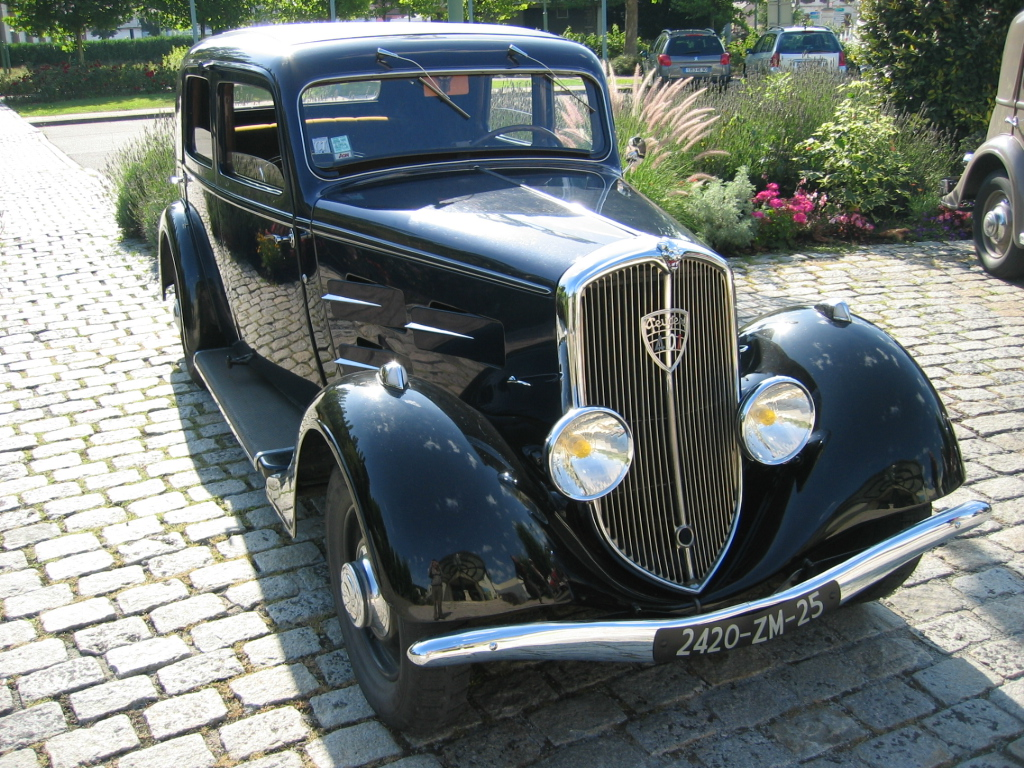
Peugeot 401 1934
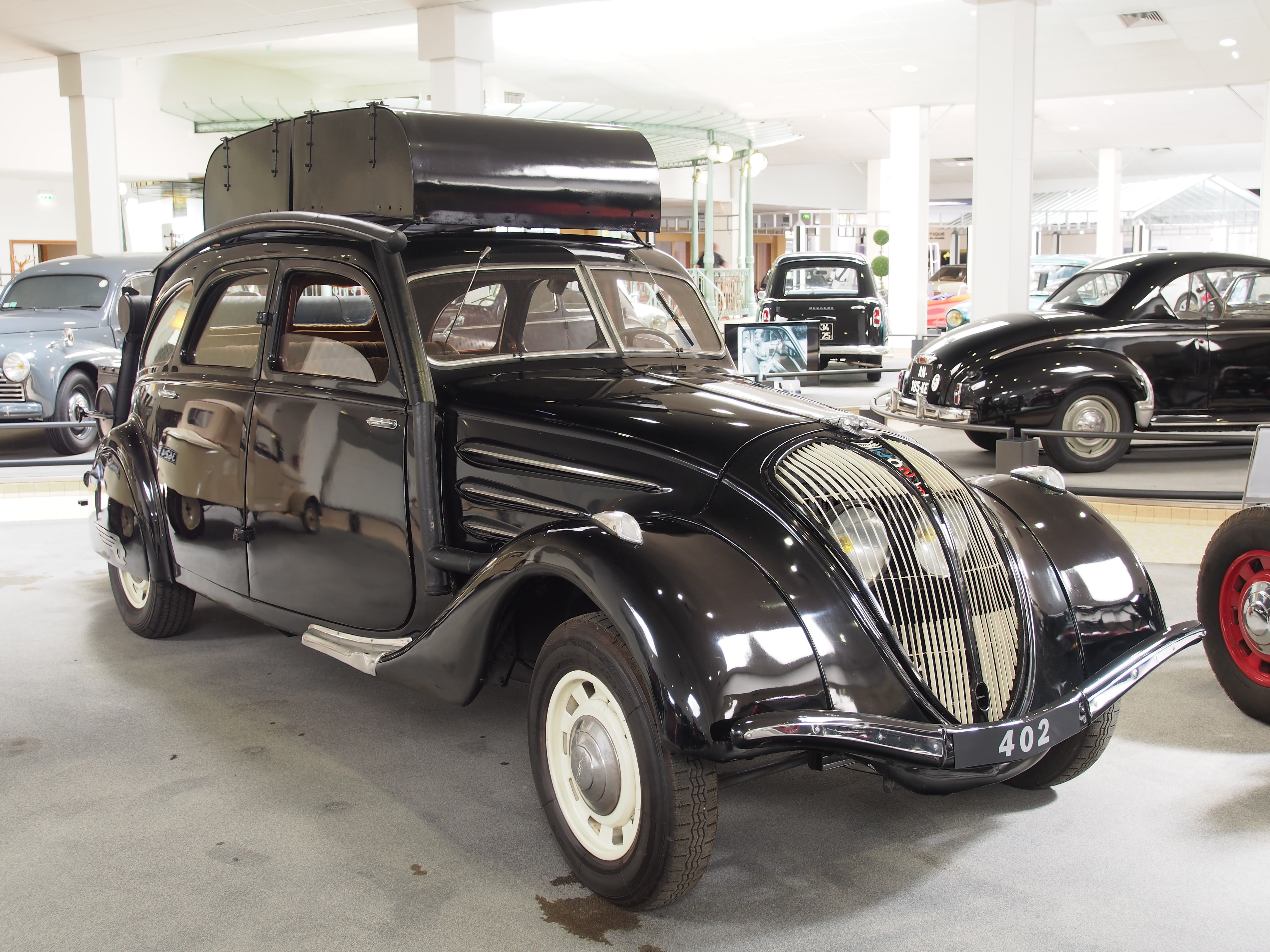
Peugeot 402 Gazogène 1935
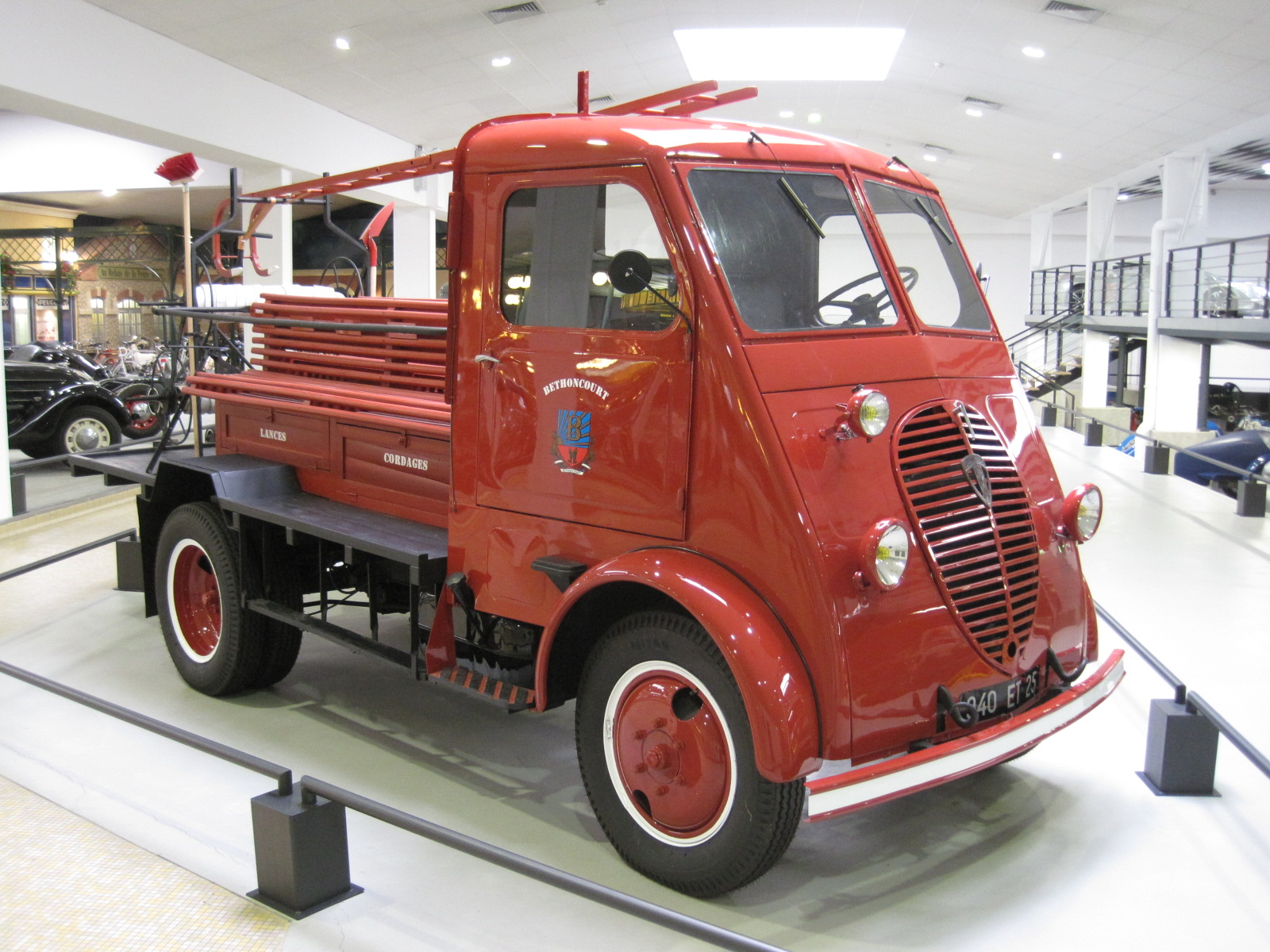
Peugeot DMA - Fourgon d'incendie 1941
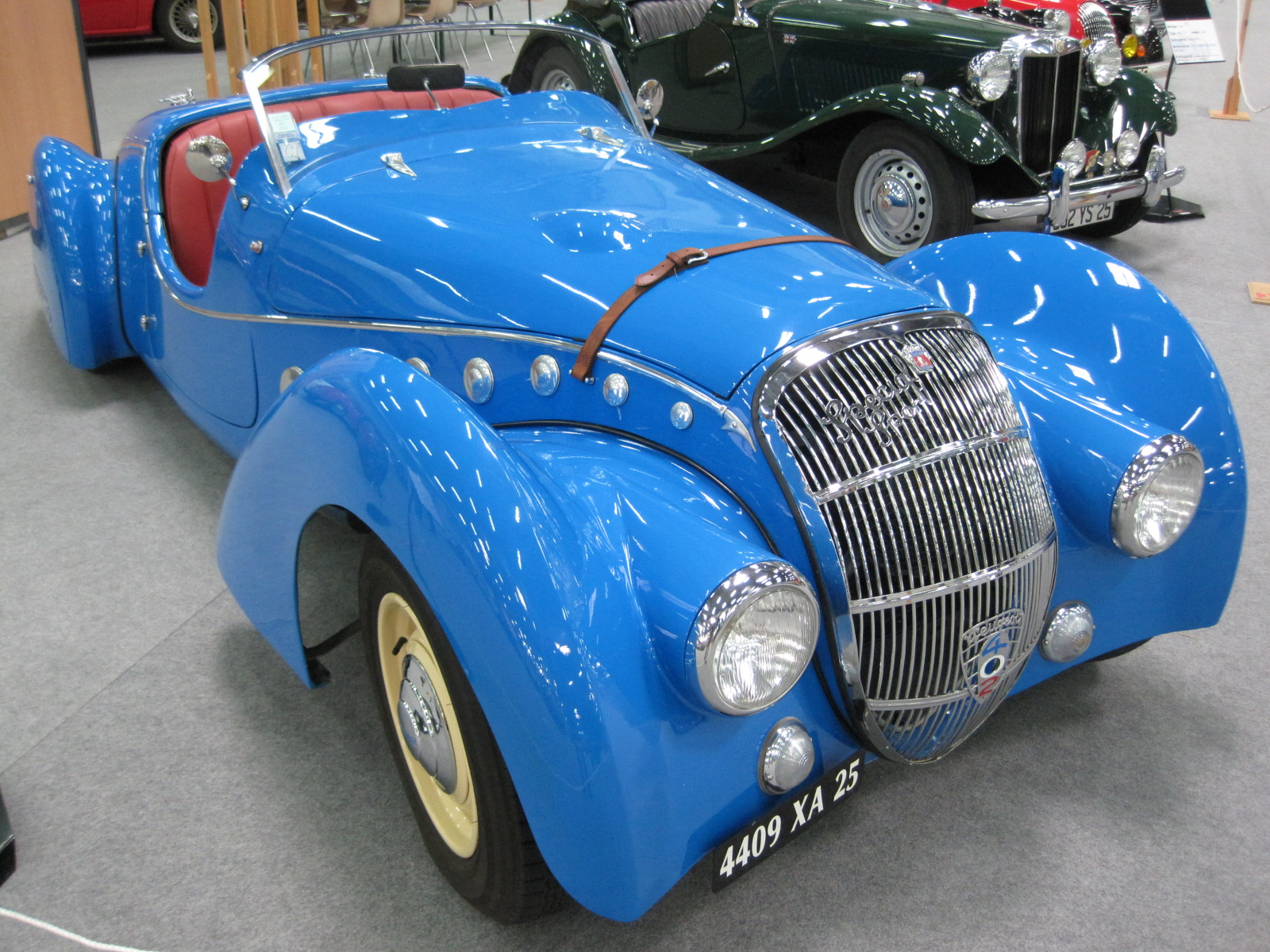
Peugeot 402 Darl'mat
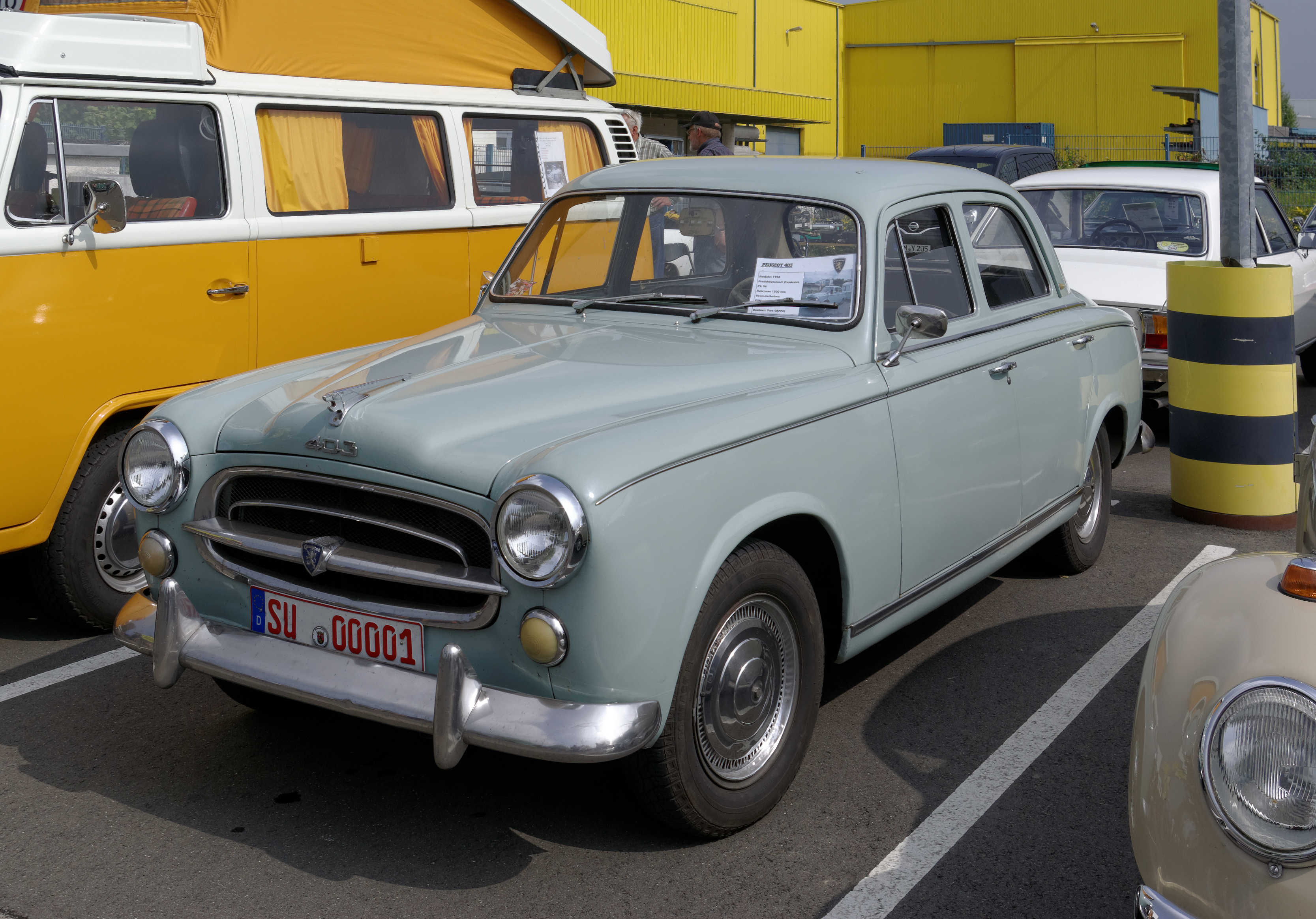
Peugeot 403 1955
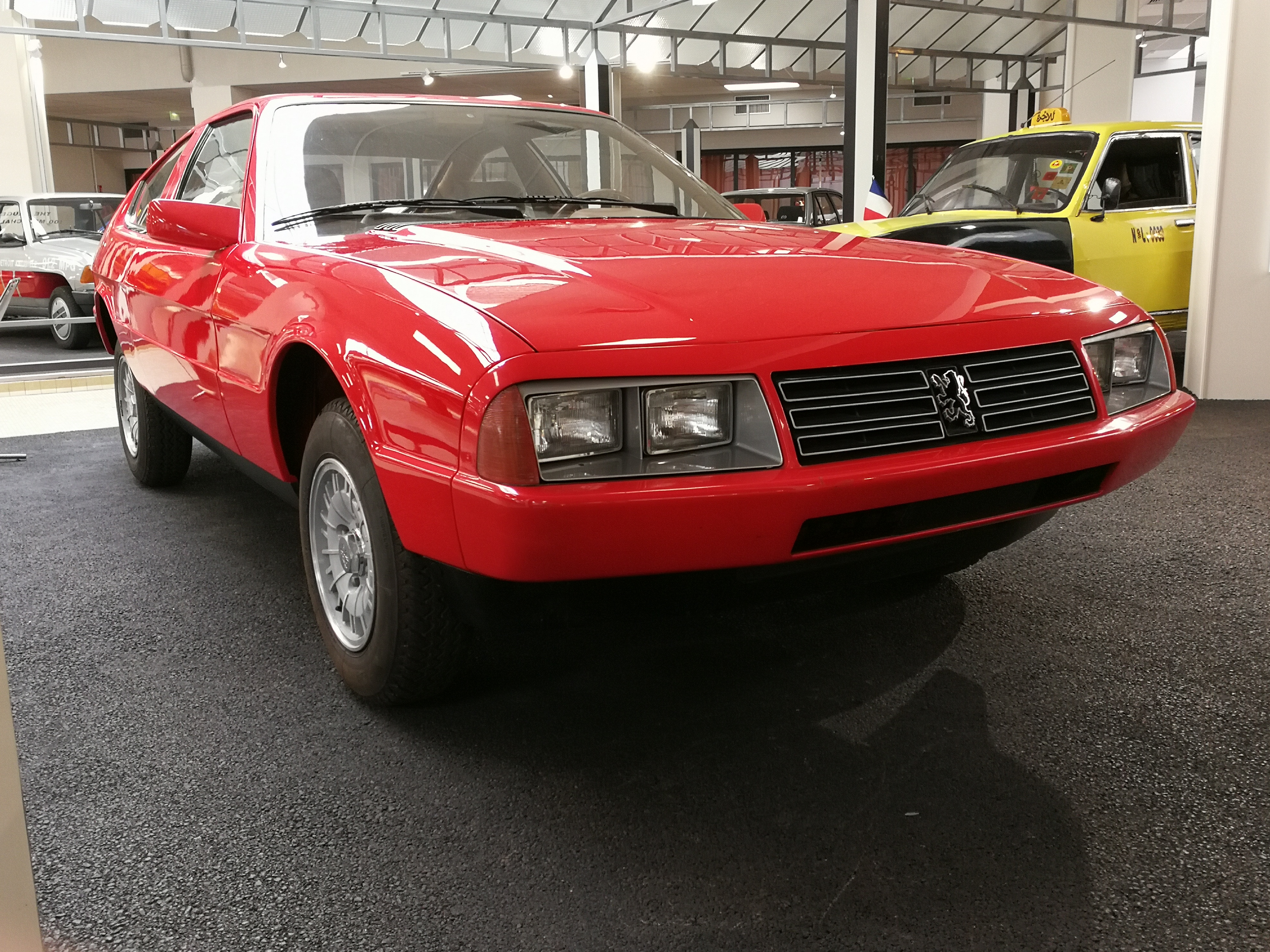
Peugeot 504 Coupé Sport USA 1979
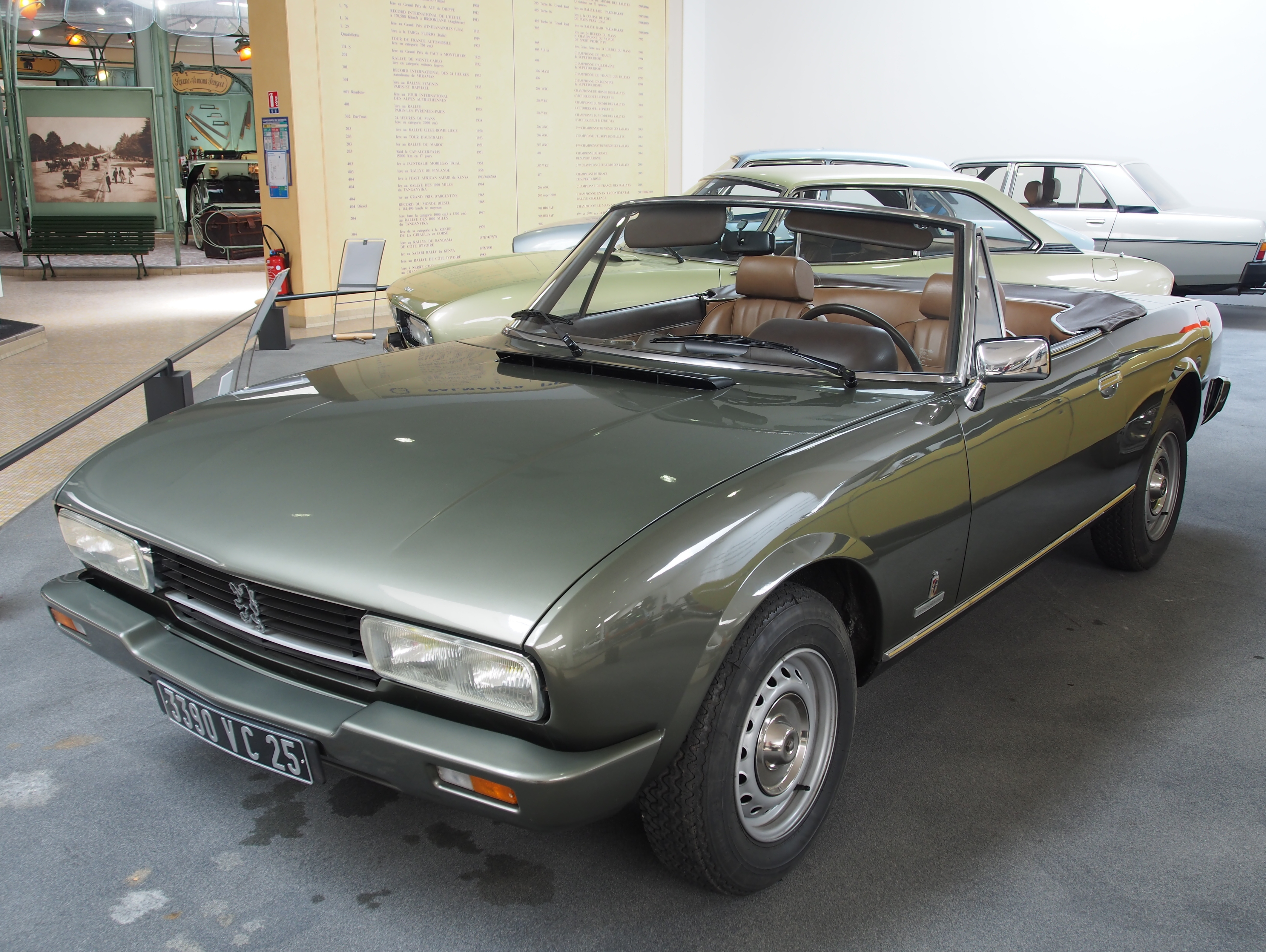
Peugeot 504 coupé cabriolet Pininfarina
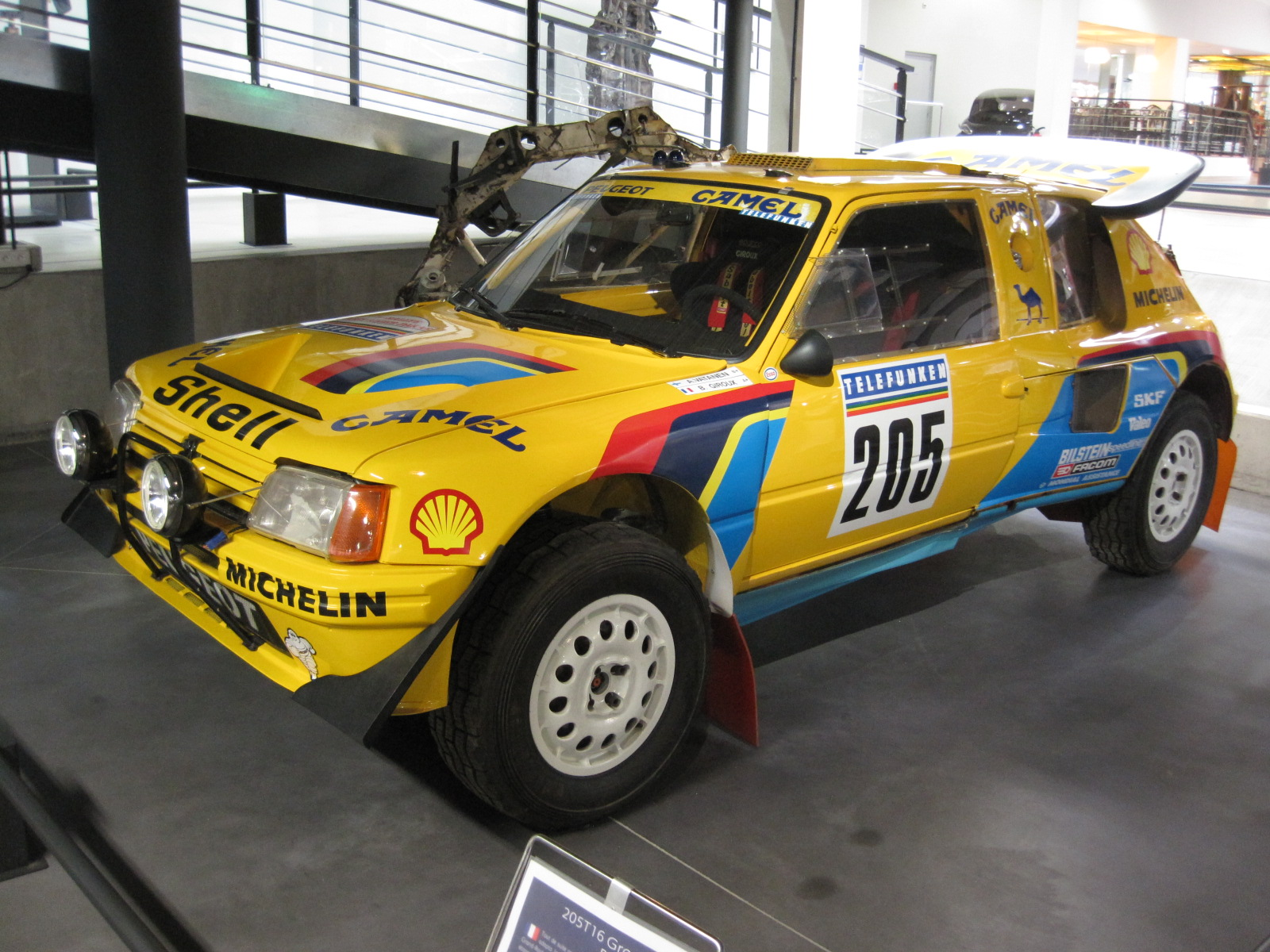
Peugeot 205 Turbo 16 1983
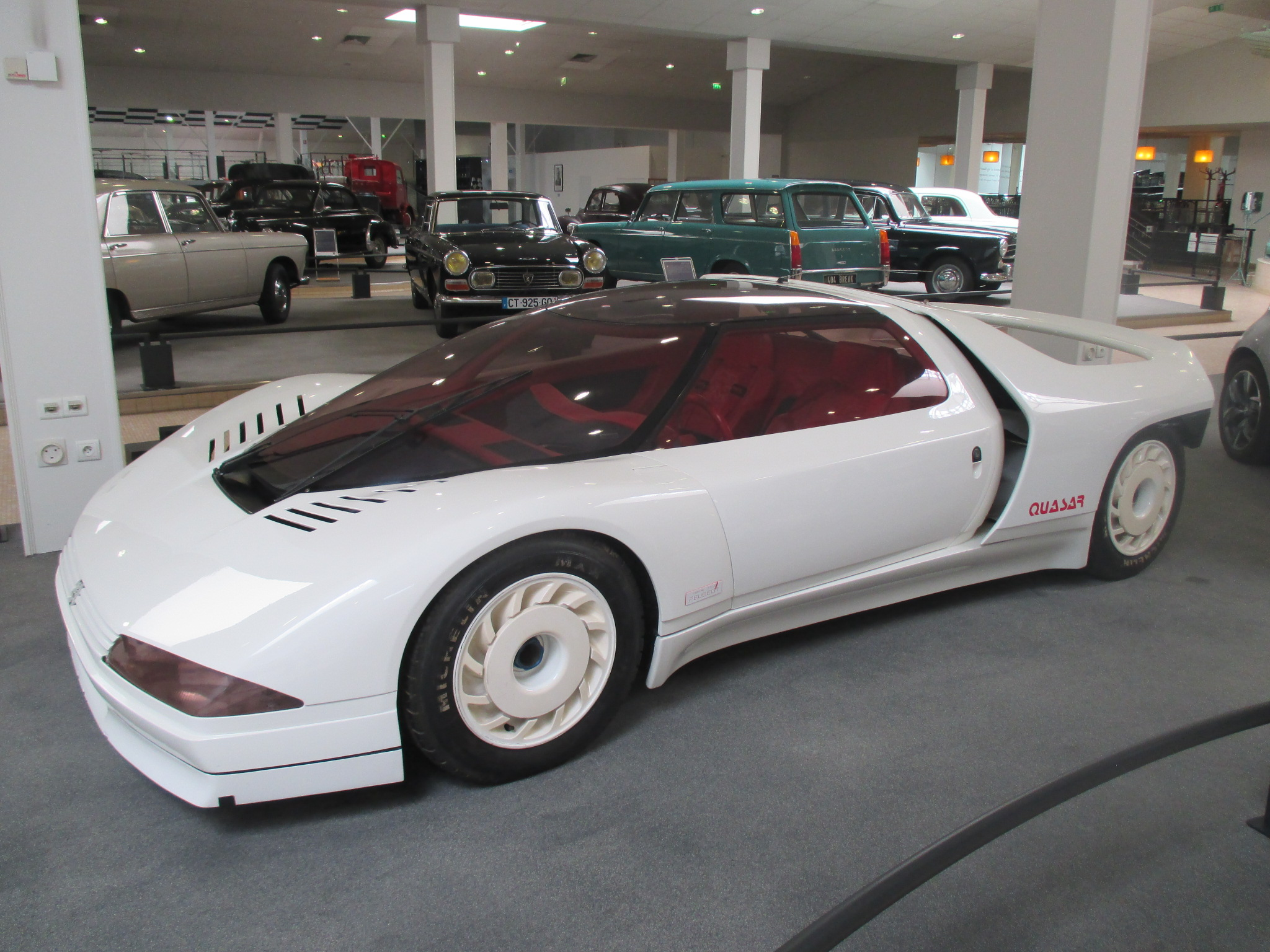
Peugeot Quasar 1984
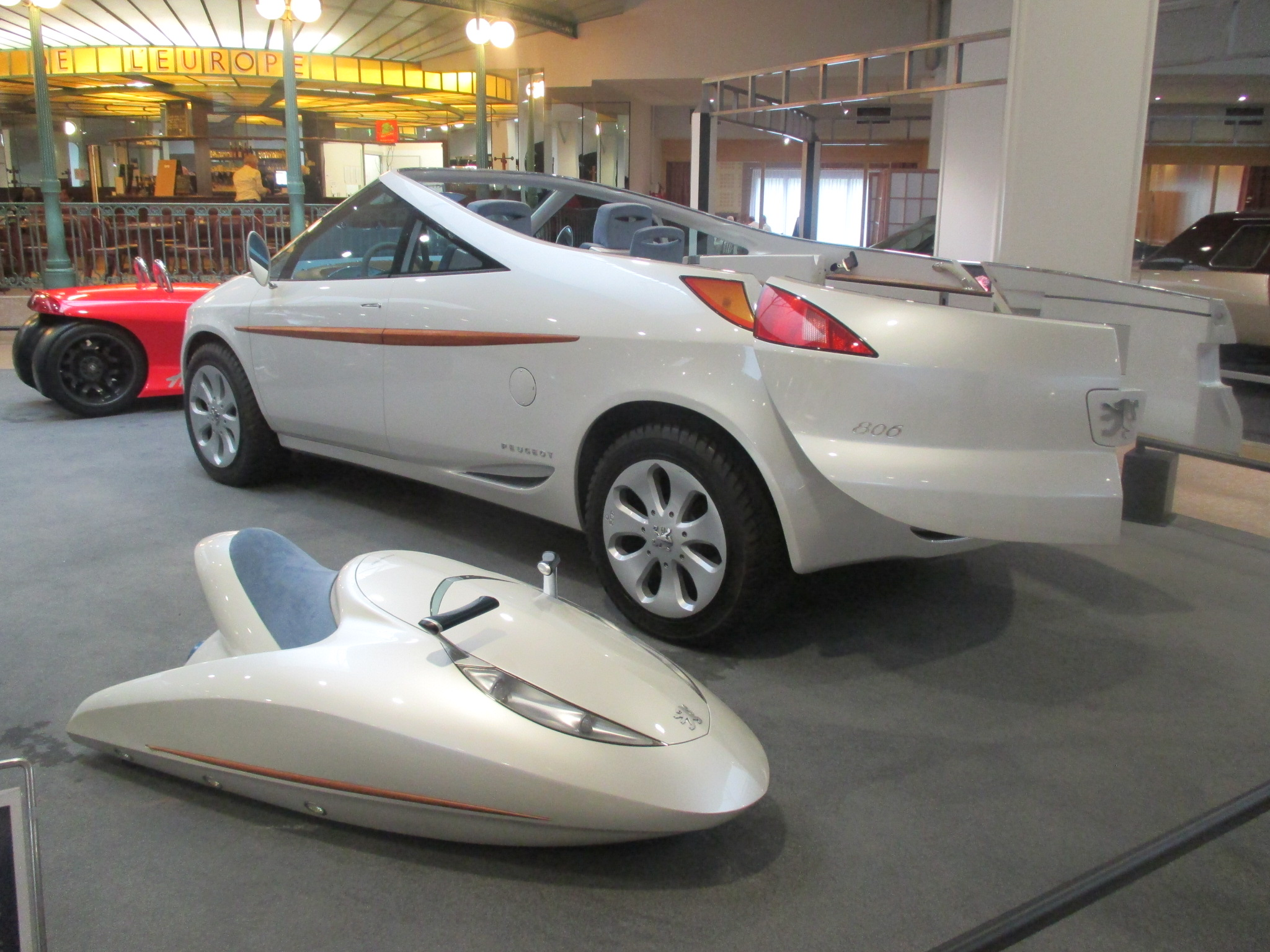
Peugeot 806 Runabout 1987
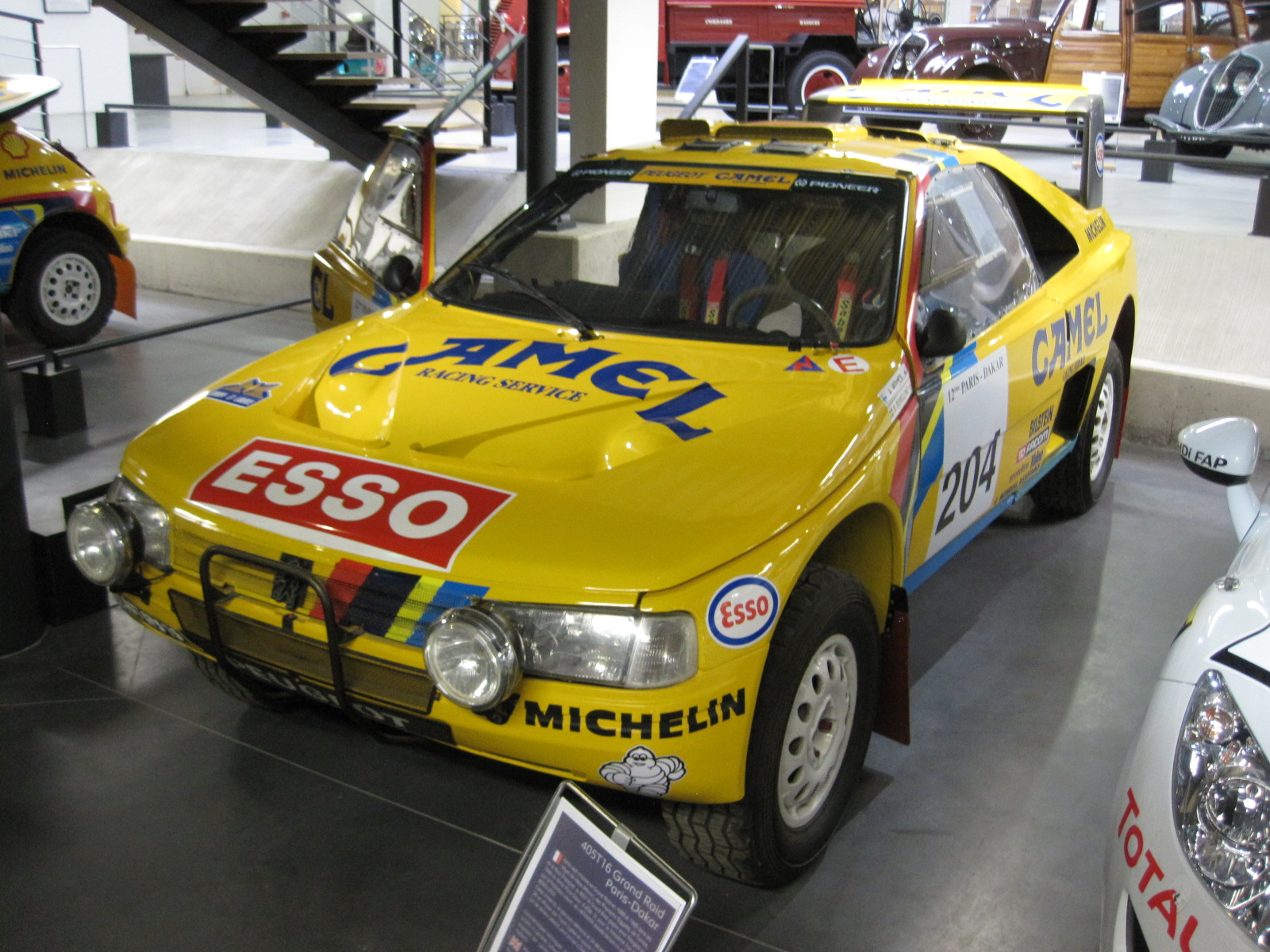
Peugeot 405 Turbo 16 1988
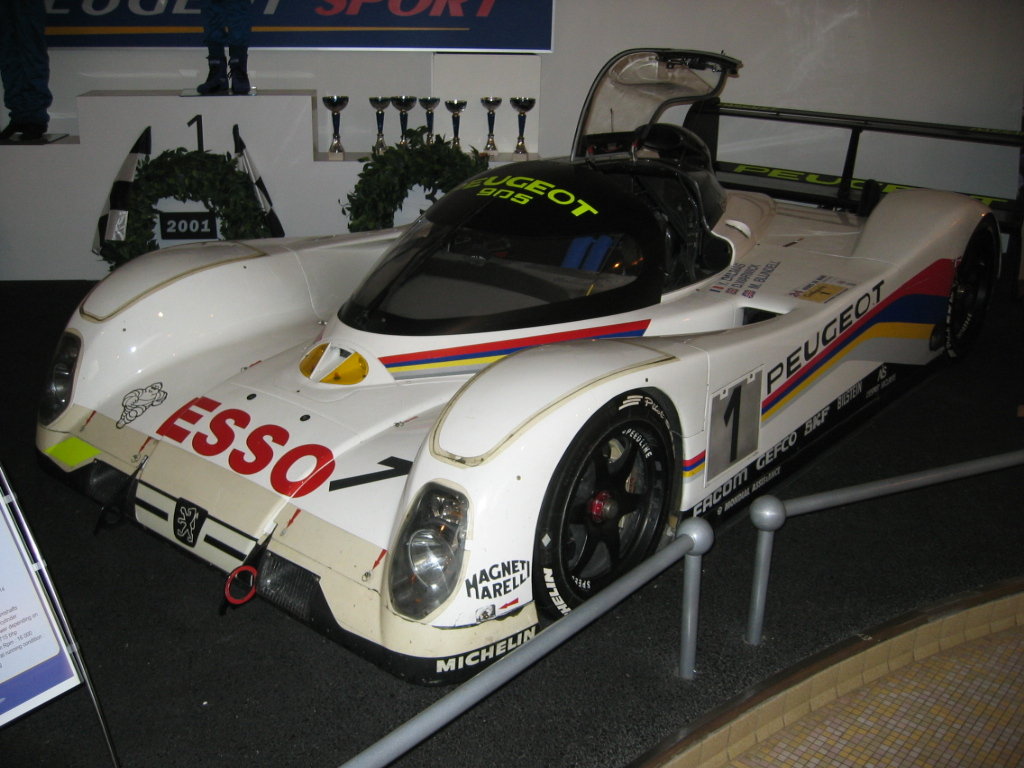
Peugeot 905 victorieuse du Mans 1992 et 1993
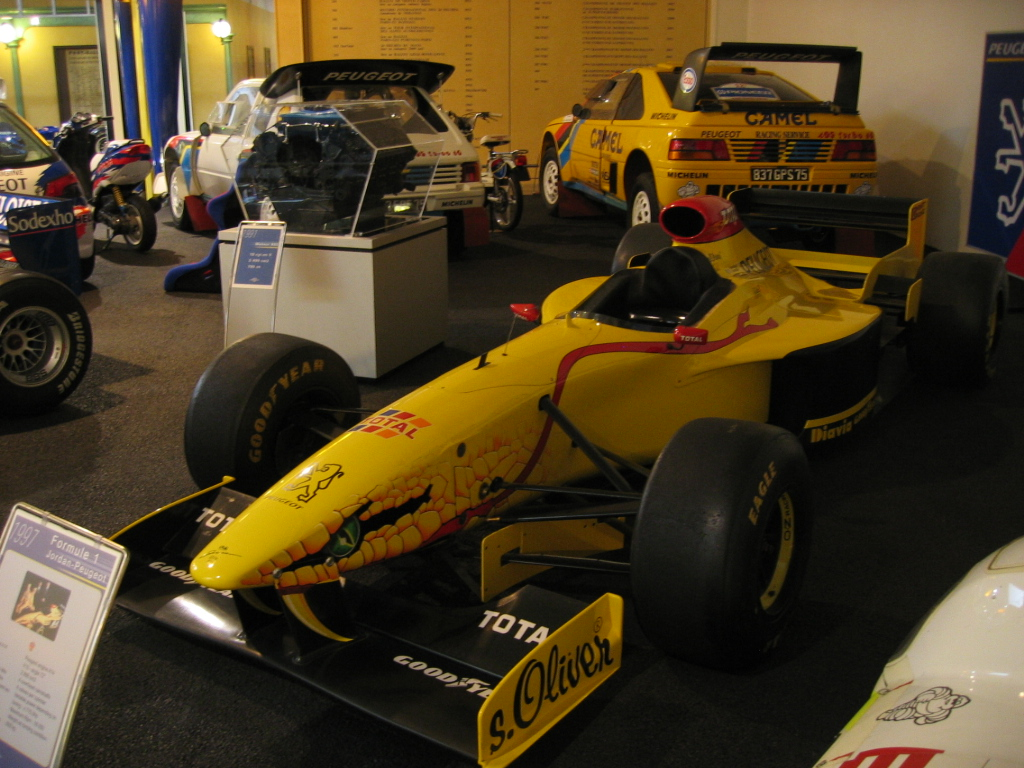
Formule 1 Jordan-Peugeot 1997
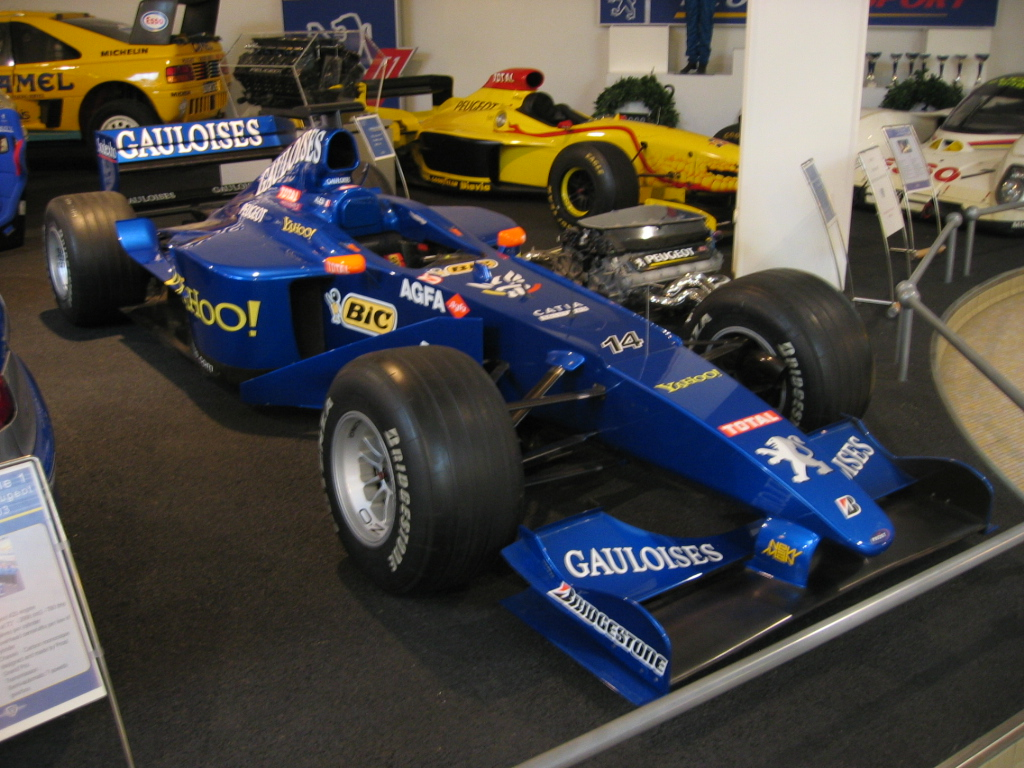
Prost Grand Prix
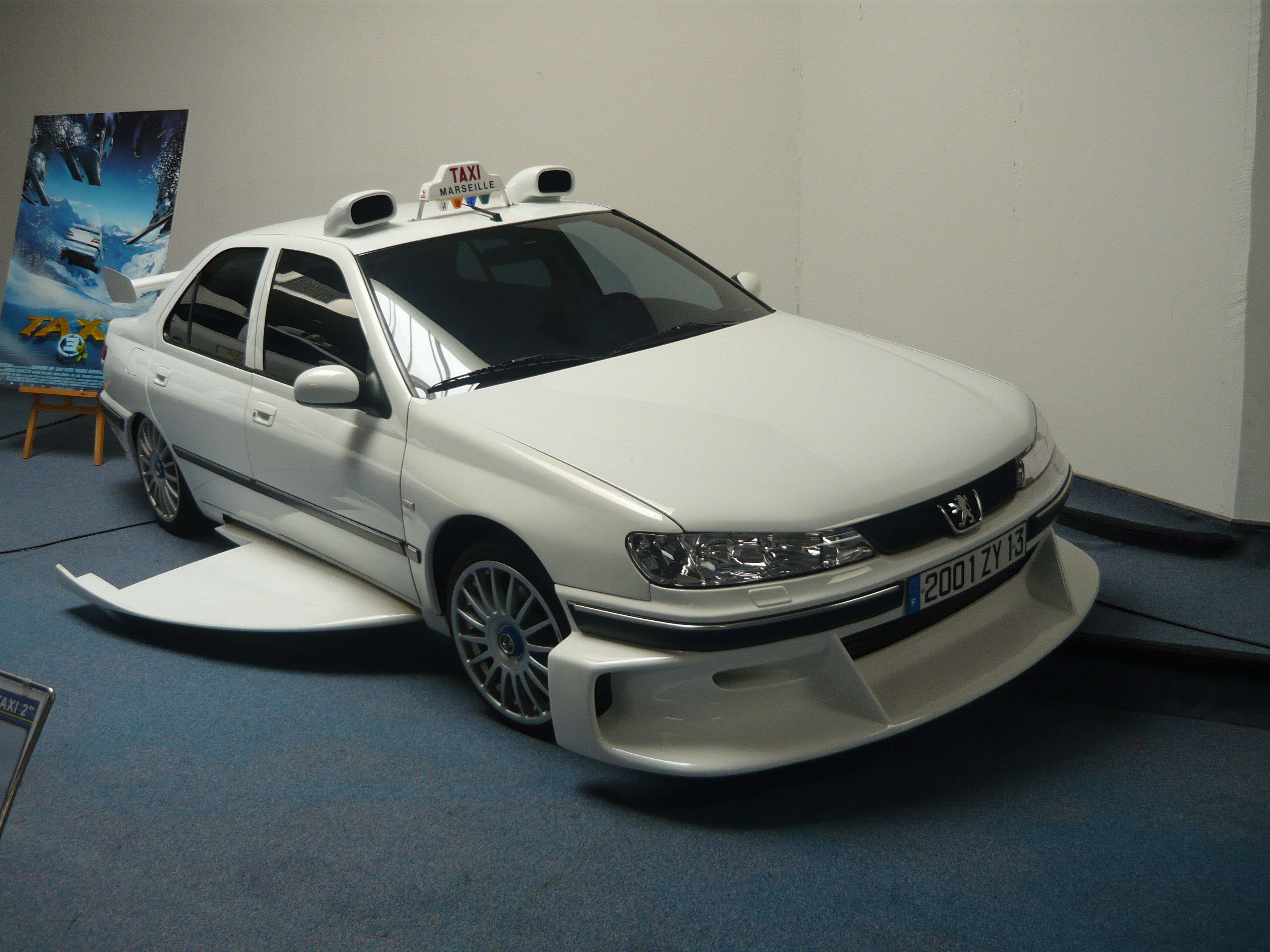
Peugeot 406 de la saga Taxi
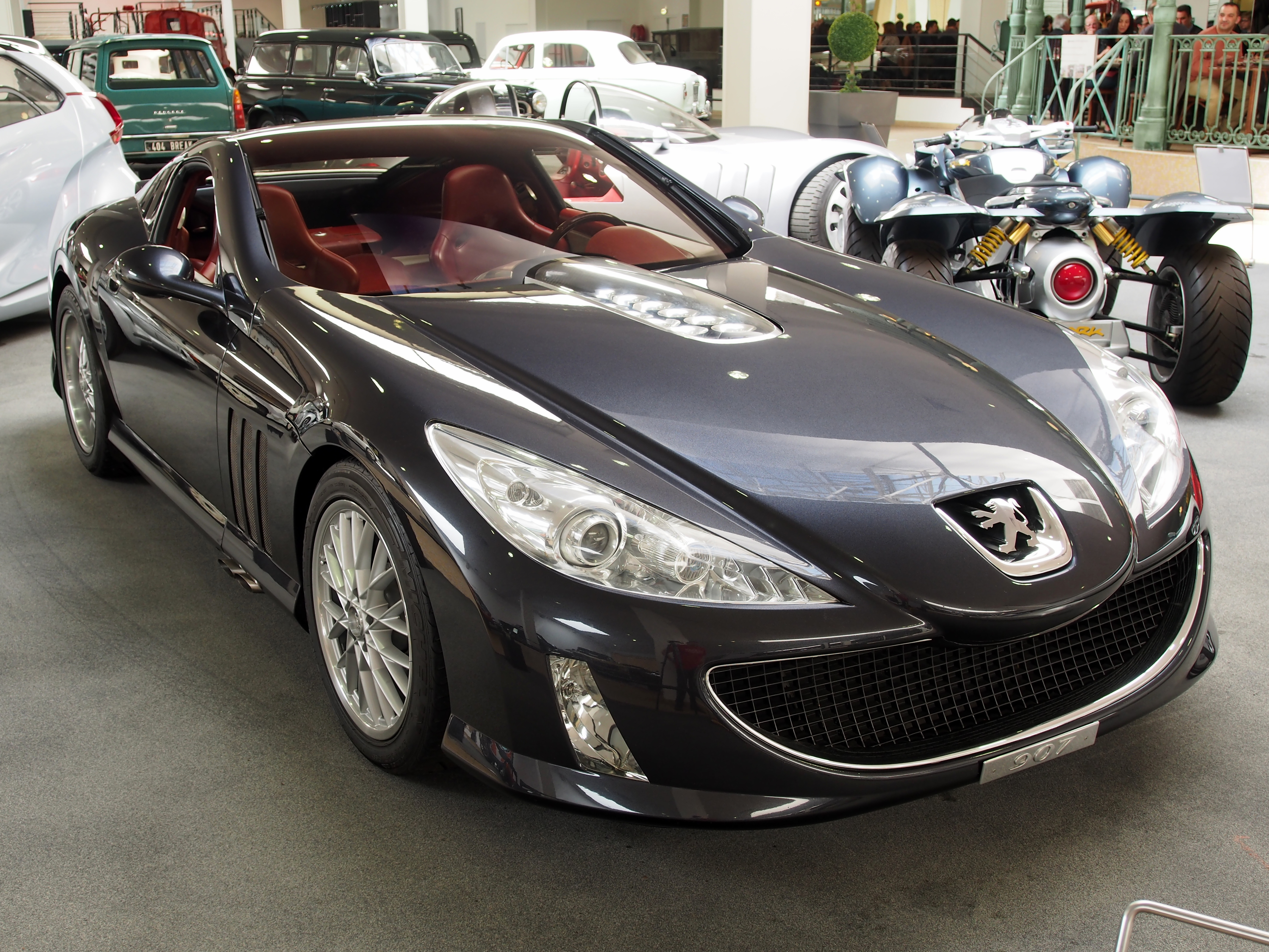
Peugeot 907 2004